# I bitwa pod Zurychem

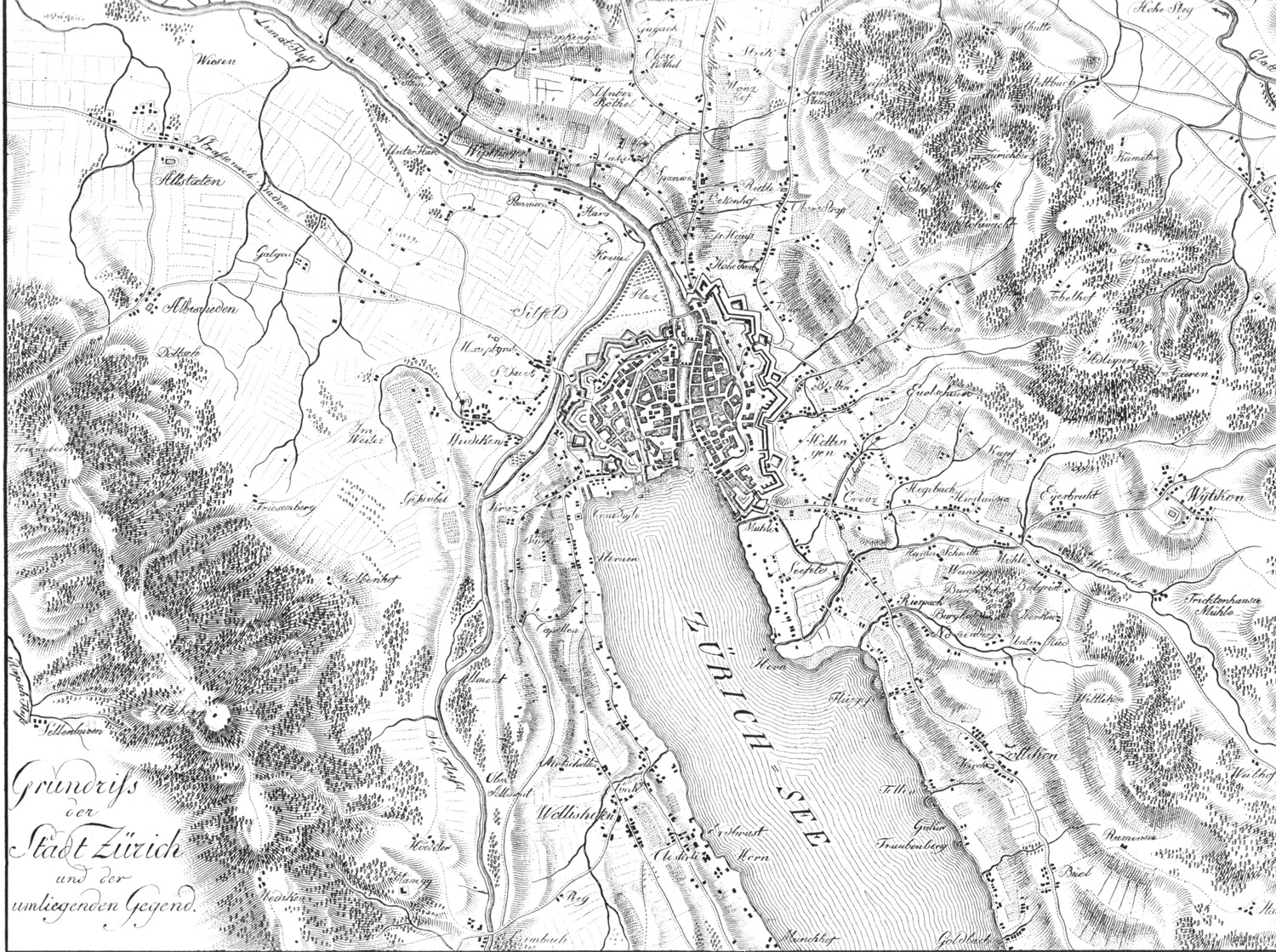

Bitwa pod Zurychem – starcie zbrojne, które miało miejsce 4-7 czerwca 1799 roku podczas wojny Francji z drugą koalicją.
Bitwa stoczona został między armią francuską (30 000 żołnierzy) dowodzoną przez Massénę a armią austriacką (40 000 żołnierzy) dowodzona przez arcyksięcia Karola. Pokonani Francuzi musieli oddać Zurych Austriakom i wycofać się za rzekę Limmat, gdzie zajęli silnie ufortyfikowane pozycje.